# Diego Pérez Sarmiento
Diego Pérez Sarmiento (asesinado en Burriana el 16 de julio de 1363) era un noble castellano de la casa de Sarmiento, hijo de Garci Fernández Sarmiento y de Teresa de Guzmán. Fue señor de La Bureba, Villamayor de los Montes, Salvadores, Villalba de Losa, Castrojeriz y Castañeda, y por concesión del rey Pedro I de Castilla también señor de Añastro, Berberana, Berganzo y Villasana. Además fue adelantado mayor de Castilla y de Galicia, merino mayor de Castilla, canciller mayor de la Orden de la Banda, merino mayor de Galicia y divisero mayor de Castilla.

## Orígenes familiares
Fue hijo de Garci Fernández Sarmiento, señor de Miranda y de Villalba, y de Teresa de Guzmán, aunque José Pellicer señaló erróneamente que fue hijo de Leonor de Haro, quien a su vez era hija de Fernando Díaz de Haro y de María de Portugal. Muchos historiadores, no obstante, han desmentido esa filiación y dudan de la veracidad de lo expuesto por Pellicer en su Informe de los Sarmientos, ya que lo consideran plagado de errores y falsedades.

## Biografía
Se desconoce su fecha de nacimiento. Su padre, Garci Fernández Sarmiento, fue asesinado en Toro en 1326 por orden de Alfonso XI de Castilla junto a Juan el Tuerto, que era nieto del rey Alfonso X de Castilla, y Lope Álvarez de Hermosilla. Se desconoce cuándo contrajo matrimonio Diego Pérez Sarmiento con María de Velasco, hija de Fernán Sánchez de Velasco, adelantado mayor de Castilla y señor de Medina de Pomar, y de Mayor de Castañeda, que según Luis de Salazar y Castro fue señora de Palacios y de la casa de los siete Infantes, aunque este autor la llamó Juana de Castañeda. Además, María de Velasco era hermana de Pedro Fernández de Velasco, progenitor de los condestables de Castilla de la familia Velasco, quien a su vez estaba casado con María Sarmiento, que era hermana de Diego Pérez.

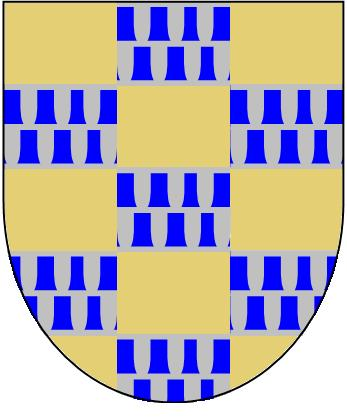
Escudo de armas de los Velasco.

El historiador José Luis Orella Unzué señaló que Diego Pérez poseía veinte aldeas situadas en su mayor parte en la provincia de Burgos, aunque también tenía otras cinco en las merindades de Saldaña, Santo Domingo de Silos y Carrión, y las que poseía en tierras de Burgos, según dicho historiador, eran colindantes con las que su esposa, que poseía veintidós aldeas en la merindad de Castilla la Vieja y otras diez en la de Santo Domingo de Silos, tenía en la de Castilla la Vieja.
Pedro Fernández de Velasco era el propietario junto con su cuñado Diego Pérez Sarmiento del señorío de Salas, que era de behetría, y hay constancia de que el primero percibía del lugar de Hornillos en concepto de yantar treinta maravedís, aunque no se sabe con certeza si este lugar pertenecía a la casa de Salas. En el Becerro de las behetrías de Castilla consta que los habitantes de las villas de Crespo, Hoz de Arreba, Pradilla y Santa María de la Cuesta, cuyos señoríos pertenecían a María de Velasco, la esposa de Diego, abonaban a estos el tributo de la marzaga «por solar», y Carlos Estepa Díez señaló que estas villas habían dejado de pertenecer al realengo y eran en esos momentos de señorío o solariego, y que también había ocurrido eso mismo en las villas de Arreba, Munilla de Arreba y Quintana de Arreba, que también eran de María de Velasco y habían pertenecido a su familia desde que el rey Fernando IV de Castilla las entregó a Sancho Sánchez de Velasco, el abuelo de la esposa de Diego.

Los habitantes del lugar de Vallejo, que pertenecía a Diego Pérez Sarmiento y estaba situado en el Valle de Manzanedo, pagaban a este el tributo del conducho, aunque en metálico, y hay constancia de que Diego fue prestamero en el municipio burgalés de Cidad de Ebro, aunque en realidad lo fue en representación suya Lope García de Porres, que a su vez era prestamero en Munilla de Arreba. Por otra parte, conviene señalar que en el municipio de Villanueva-Rampalay, que era un señorío o solariego compartido en la comarca de Zamanzas, «el solar» de la esposa de Diego estaba obligado a pagar al rey de Castilla los tributos del conducho, la marzaga y la martiniega.

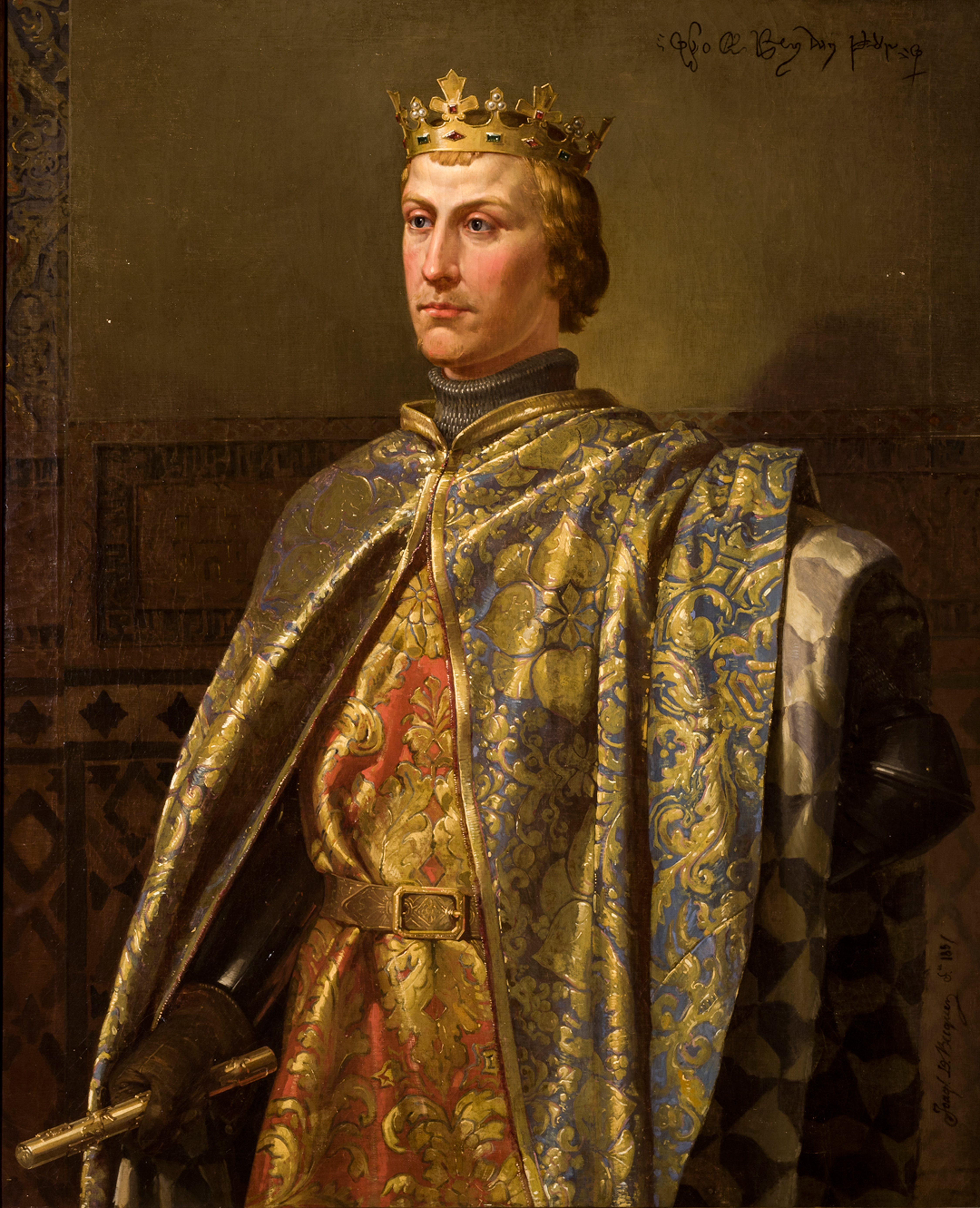
Retrato imaginario del rey Pedro I de Castilla. Joaquín Domínguez Bécquer. (Ayuntamiento de Sevilla).

Además, en 1353 Diego Pérez Sarmiento era vasallo del magnate Juan Alfonso de Alburquerque, y en 1354 formó parte junto con este de la liga nobiliaria que se enfrentó al rey Pedro I y en la que también participaron, entre otros muchos, dos de los hijos ilegítimos del rey Alfonso XI de Castilla y de Leonor de Guzmán, Enrique de Trastámara y Fadrique Alfonso de Castilla, maestre de la Orden de Santiago, aunque poco después Diego Pérez Sarmiento volvió a ser leal al rey Pedro I y junto con Sancho Ruiz de Rojas ayudó a liberar al monarca, por lo que recibió de sus manos la villa de Añastro.
En abril de 1355 el monarca castellano ordenó el asesinato del adelantado mayor de Castilla, Pedro Ruiz de Villegas, y automáticamente nombró para sucederle en el cargo a Diego Pérez Sarmiento, que desde el día 17 de abril de ese mismo año ya aparece en la documentación ocupando también el cargo de merino mayor de Castilla, y el 25 de junio de 1357 el rey le ordenó, por su condición de merino mayor de ese territorio, que protegiera al monasterio de las Huelgas de Burgos. Luis Vicente Díaz Martín destacó que en los documentos de la época siempre figuró con el título de merino mayor de Castilla y no con el de adelantado de ese territorio.
En 1358 el monarca castellano le comunicó confidencialmente su intención de asesinar a sus hermanastros Fadrique, maestre de la Orden de Santiago, y Tello de Castilla, señor de Vizcaya, que eran hijos ilegítimos de Alfonso XI. Aunque Tello de Castilla consiguió refugiarse en la Bayona francesa y salvar la vida, Diego Pérez Sarmiento asumió, en palabras de Orella Unzué, la «directa responsabilidad» sobre el asesinato del maestre Fadrique, ocurrido en Sevilla en 1358.
 

Poco después Diego entró a formar parte del Consejo Real de Pedro I de Castilla, y hay constancia de que en 1359, en calidad de consejero íntimo del monarca, inició unas conversaciones diplomáticas con el legado pontificio Guido de Boulogne, que era el representante del papa Inocencio VI, y también de que Diego acompañó al monarca castellano cuando se entrevistó en Almazán con el legado pontificio. En 1359 ejerció, aunque por poco tiempo, el cargo de merino mayor de Galicia, sucediendo a su cuñado, Pedro Fernández de Velasco, ya que en un documento del día 18 de septiembre de ese año aparece ocupándolo, aunque Luis Vicente Martín Díaz señaló que ese fue uno de los cargos del reino en que la «movilidad» de sus ocupantes fue más elevada.

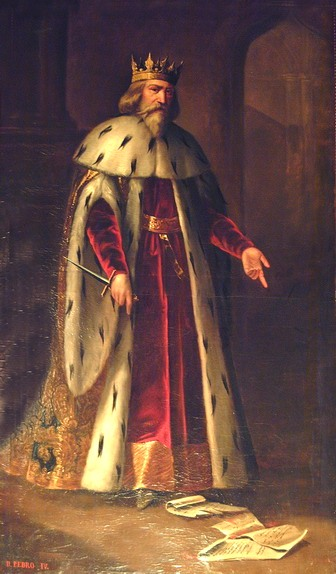
Retrato imaginario del rey Pedro IV de Aragón, de Manuel Aguirre y Monsalbe. Ca. 1851-1854. (Diputación Provincial de Zaragoza)

En 1359, durante la Guerra Civil Castellana, y hallándose al mando de las tropas que guarnecían el municipio soriano de Ágreda, consiguió defender a la villa de Ólvega, situada también en tierras sorianas, de los ataques de las fuerzas de Enrique de Trastámara. Pero cuando las tropas de Pedro I fueron derrotadas en la batalla de Araviana, que se libró en 1359, por las de Enrique de Trastámara, Diego traicionó al monarca por temor a las represalias de este tras su «sospechosa indecisión» en dicha batalla, en la que según algunos testimonios no participó por su enemistad con Juan Fernández de Hinestrosa, que estuvo al mando de las tropas de Pedro I en esa batalla. Poco después se trasladó al reino de Aragón, al igual que su cuñado Pedro Fernández de Velasco y Juan de Luna, y se puso al servicio del rey Pedro IV de Aragón.
En 1360 comenzó a apoyar, al igual que su cuñado Pedro Fernández de Velasco, a Enrique de Trastámara, y poco después Pedro I concedió el adelantamiento mayor de Castilla a Fernando Sánchez de Tovar, el futuro almirante de Castilla, que en los documentos de la época ya aparece desempeñando este cargo desde finales de abril de 1360. Orella Unzué señaló que tras la llegada al reino de Aragón de Diego Pérez Sarmiento y de su cuñado, Pedro Fernández de Velasco, «las esperanzas» de Enrique de Trastámara de conseguir el trono de Castilla aumentaron, y hay constancia de que en julio de 1360 Diego Pérez y su cuñado, junto con una compañía de cien soldados de a caballo, se encargaban de proteger las tierras fronterizas con Castilla entre Ejea y Sádaba de los ataques de las tropas de Pedro I. En la Paz de Terrer, acordada en mayo de 1361 por Pedro IV de Aragón y Pedro I de Castilla, Diego Pérez Sarmiento fue excluido «del perdón» junto con otros nobles castellanos que habían apoyado a Enrique de Trastámara.
Diego Pérez Sarmiento fue asesinado en 1363 en Burriana por orden del rey Pedro IV de Aragón junto con el infante Fernando de Aragón, que era hijo del rey Alfonso IV de Aragón, y el noble castellano Luis Manuel, hijo de Sancho Manuel de Villena y nieto del célebre magnate Don Juan Manuel, produciéndose la muerte de todos ellos cuando Pedro IV ordenó arrestar a su hermanastro, el infante Fernando de Aragón. Las muertes de todos ellos, ocurridas el 16 de julio de 1363, tuvieron lugar según Orella Unzué por causa de la Paz de Murviedro, que había sido firmada por Pedro I de Castilla y Pedro IV de Aragón en julio de 1363. Las muertes de Diego Pérez Sarmiento y de los que murieron junto a él fueron descritas en la Crónica del rey Don Pedro, de Pedro López de Ayala, que es citada por varios autores.

## Sepultura
Fue sepultado en la abadía de Santa María de Benevívere, cuyo patronato correspondía a él y a su familia y donde también sería enterrado su hijo, Diego Gómez Sarmiento.

## Matrimonio y descendencia
Diego Pérez Sarmiento contrajo matrimonio con María de Velasco, hija de Fernán Sánchez de Velasco, adelantado mayor de Castilla y señor de Medina de Pomar, y de Mayor de Castañeda. Fruto de su matrimonio nacieron varios hijos:
- Pedro Ruiz Sarmiento (m. 1384). Fue señor de Ribadavia, Sobroso, Val de Achas, Petán, Parada y Deva, y poseía los castillos de Xuvencos, Roucos y Penacorneira. Y también fue adelantado mayor de Galicia[7] y mariscal de Castilla.[46]
- Diego Gómez Sarmiento (m. 1385).[39] Fue mariscal de Castilla,[4][47] justicia mayor de la Casa del rey,[48][49] repostero mayor del rey Juan I de Castilla[4] adelantado mayor de Castilla y de Galicia,[50] portero mayor del rey,[51] y alguacil mayor y mariscal en la casa del infante Enrique de Castilla, que llegaría a reinar como Enrique III.[52] Contrajo matrimonio con Leonor Enríquez de Castilla, que era hija ilegítima de Fadrique Alfonso de Castilla, maestre de la Orden de Santiago, y nieta del rey Alfonso XI de Castilla,[53] y con quien tuvo varios hijos.[30] Además, murió en la batalla de Aljubarrota, librada en 1385,[54][55] y fue sepultado en la abadía de Santa María de Benevívere.[4]
- Beatriz Sarmiento. Fue señora de Fuentepinilla y contrajo matrimonio con Ramiro Núñez de Guzmán, que era señor de las casas de Guzmán, Cifuentes y Asturias e hijo de Pedro Núñez de Guzmán,[56] adelantado mayor de León y de Asturias,[57] y de Sancha Rodríguez de las Asturias, con quien tuvo descendencia.[56] De este matrimonio descienden, como señaló Pellicer, los duques de Sanlúcar la Mayor y de Medina de las Torres, los marqueses de Montealegre y los condes de Villaumbrosa.[56]

| Predecesor: Pedro Ruiz II de Villegas | Adelantado mayor de Castilla 1355 - 1360 | Sucesor: Fernando Sánchez de Tovar |